# Anastassija Alexandrowna Kapatschinskaja

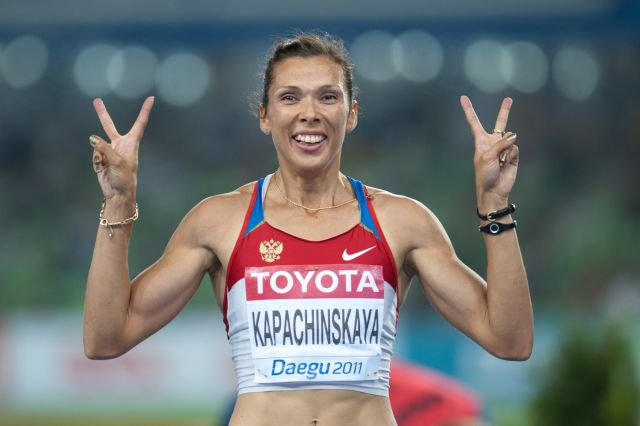
Anastasiya Kapachinskaya bei den Weltmeisterschaften 2011 in Daegu

Anastassija Alexandrowna Kapatschinskaja (russisch Анастасия Александровна Капачинская, engl. Transkription Anastasiya Aleksandrovna Kapachinskaya; * 21. November 1979 in Moskau) ist eine ehemalige russische Sprinterin.

## Werdegang
Bei den Weltmeisterschaften 2001 in Edmonton schied sie im 400-Meter-Lauf im Halbfinale aus und gewann Bronze mit der russischen 4-mal-400-Meter-Staffel. Bei den Europameisterschaften 2002 in München wurde sie über 400 Meter Fünfte und gewann Silber mit der 4-mal-400-Meter-Staffel.
Im Jahr darauf belegte sie bei den Weltmeisterschaften in Paris/Saint-Denis mit der Staffel und im 200-Meter-Lauf Platz zwei. Wegen der Disqualifikation der amerikanischen Dopingsünderin Kelli White wurde Kapatschinskaja nachträglich zur Weltmeisterin im 200-Meter-Lauf erklärt. Bei den Hallenweltmeisterschaften 2003 gewann sie Silber über 200 Meter.

## Doping
Bei den Hallenweltmeisterschaften 2004 wurde sie positiv auf Stanozolol und wegen Dopings nachträglich disqualifiziert und für zwei Jahre gesperrt. Auch bei den Olympischen Sommerspielen 2008 in Peking war Kapatschinskaja gedopt. Das wurde 2016 bei Nachtests zu den Spielen bewiesen. Als Wiederholungstäterin wurde sie am 19. August 2016 nachträglich disqualifiziert und musste ihre olympische Silbermedaille abgeben. Vom russischen Verband wurde sie für vier Jahre gesperrt. 2018 wurde der Europameistertitel 2010 der russischen 4-mal-400-Meter-Staffel aberkannt.

## Persönliche Bestzeiten
- 200 m: 22,38 s, 28. August 2003, Paris
- 400 m: 49,35 s, 22. Juli 2011, Tscheboksary